# Kirchenruine Retzow

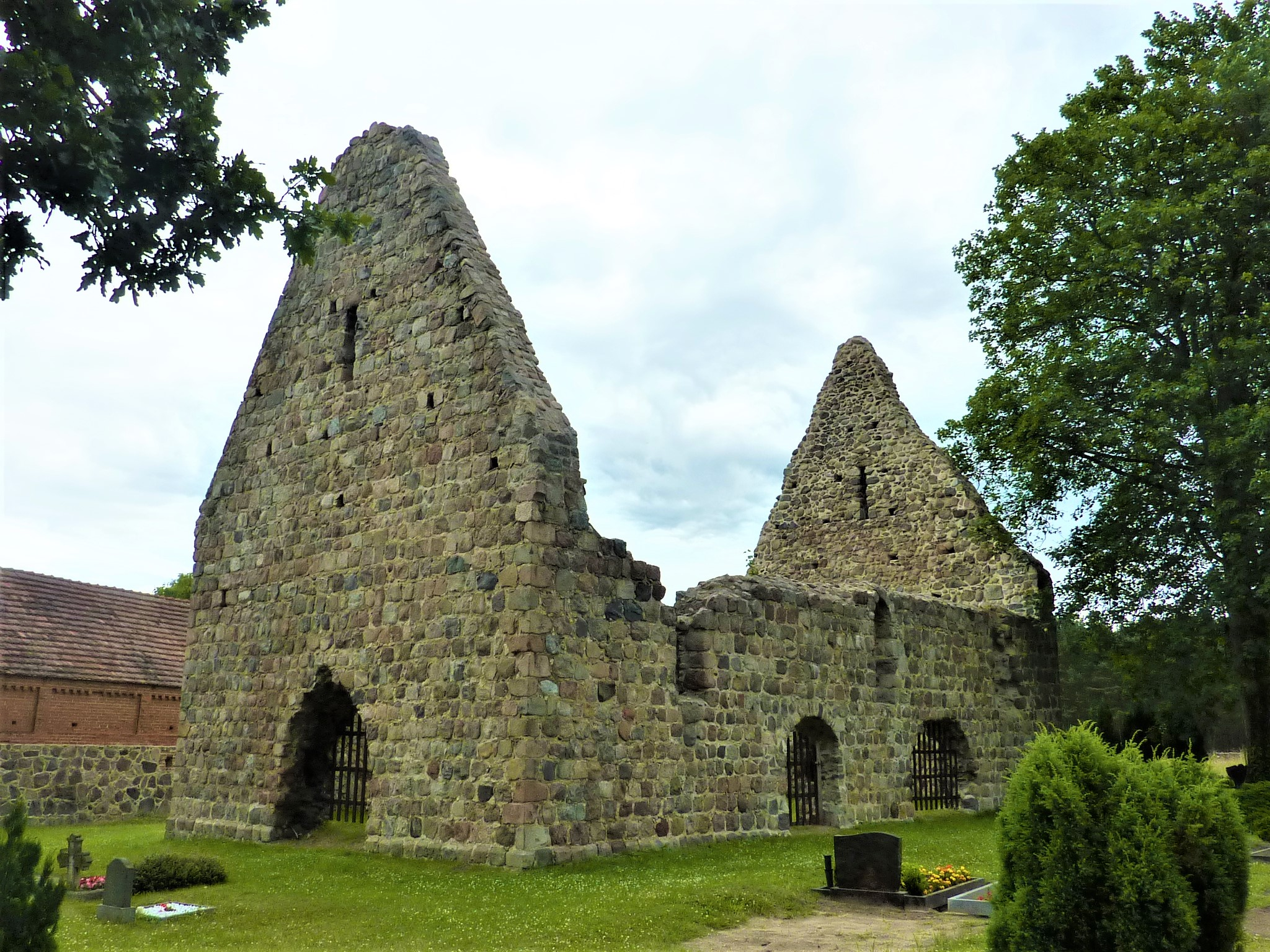
Die Kirchenruine zu Retzow

Die Kirchenruine Retzow ist die ehemalige Dorfkirche von Retzow, einem Ortsteil von Lychen im brandenburgischen Landkreis Uckermark. Die Feldsteinkirche wurde im 13. Jahrhundert im gotischen Stil errichtet, um 1440 schwer beschädigt und nicht wiederhergestellt.

## Lage
Die Kirchenruine liegt im von einer Feldsteinmauer umgebenen Friedhof am südöstlichen Ende des (ursprünglichen) Dorfes auf der nordöstlichen Seite der Retzower Straße.

## Architektur
Die Kirche war ein rechteckiger Feldsteinbau mit einer wohl zum Ursprungsbau gehörenden kleinen Sakristei an der Nordseite des Chorbereiches. Erhalten sind die Umfassungsmauern bis fast zur Mauerkrone und beide Giebel. Die Gewände der Portale sind bis auf kleine Teile herausgerissen, die Fenstergewände sind dagegen noch größtenteils erhalten.
Der Bau ist 19,05 Meter lang und 10 Meter breit. Das Mauerwerk besteht aus gequaderten, isodom geschichteten (streifig auf Mitte versetzten) Feldsteinen. Im Inneren ist das Mauerwerk unregelmäßig und verputzt. Ein niedriger, schmaler und abgeschrägter Sockel verläuft um das gesamte Gebäude. Gemeindeportal und Priesterportal befinden sich auf der Südseite; die Westseite besaß ein weiteres Portal. Am Westportal hat sich noch die Öffnung für den Sperrbalken erhalten, mit dem die Tür von innen verschlossen werden konnte. Die Sakristei war lediglich durch eine kleine Tür vom Innenraum der Kirche aus zugänglich. Die Südseite weist drei ursprünglich spitzbogige Fenster, die Nordseite zwei Fenster auf. In der Ostseite sind zwei dicht beieinander stehende Fenster vorhanden, eher untypisch im Vergleich mit der üblichen Dreifenstergruppe vieler frühgotischer Dorfkirchen. In den Giebeln hat sich jeweils eine lange schlitzartige Öffnung erhalten.

## Geschichte
Das Kirchengebäude wurde ausweislich seines Mauerwerks aus gut gequaderten Feldsteinen und der spitzbogigen Fenster mit Feldsteingewänden im 13. Jahrhundert errichtet. Der Bau war ohne Kirchturm konzipiert, auch im Westgiebel finden sich keine Hinweise auf einen Giebelturm.
Die Kirche wurde im Pommersch-Brandenburgischen Krieg bei der Eroberung von Lychen 1440 schwer beschädigt und ist seitdem nicht wieder aufgebaut worden. Das Dorf fiel wüst; die Felder wurden von Bauern aus Rutenberg und Lychen bewirtschaftet. Erst 1701 wurde das Dorf neu besiedelt (Kontrakt zwischen der Stadt Lychen und Peter und Mathis Fischmann über den Anbau der wüsten Feldmark Retzow). Die Feldmark war seit dem Dreißigjährigen Krieg unbebaut geblieben und völlig zugewachsen.